# ミニ・リサーチ・モジュール1

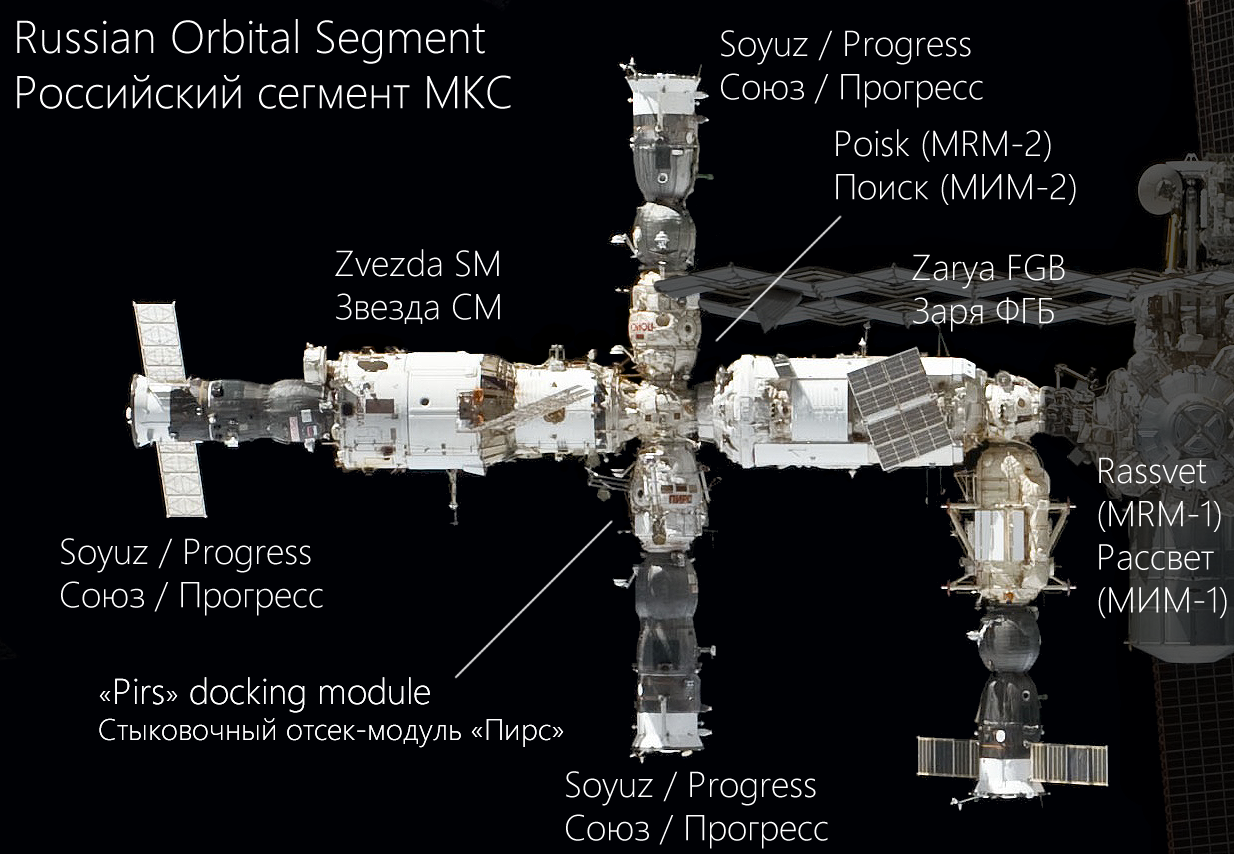
国際宇宙ステーションロシア区画におけるミニ・リサーチ・モジュール1（MRM1）の位置

ミニ・リサーチ・モジュール1（Mini-Research Module 1: MRM-1、ロシア語では『Малый исследовательский модуль, МИМ-1』と表記）は、国際宇宙ステーション（International Space Station, ISS）の一区画である。過去には「ドッキング装置兼機器搭載区画（Docking Cargo Module, DCM）」とも呼ばれていた。愛称は、ロシア語で「Рассве́т」『暁』の意）であり、英語では「ラスヴェット」となる。MRM1の主な使用目的は物資の保管庫およびISSを訪れる宇宙船とのドッキング装置となることで、2010年5月にスペースシャトル・アトランティス（STS-132によって打ち上げられた。

## 詳細

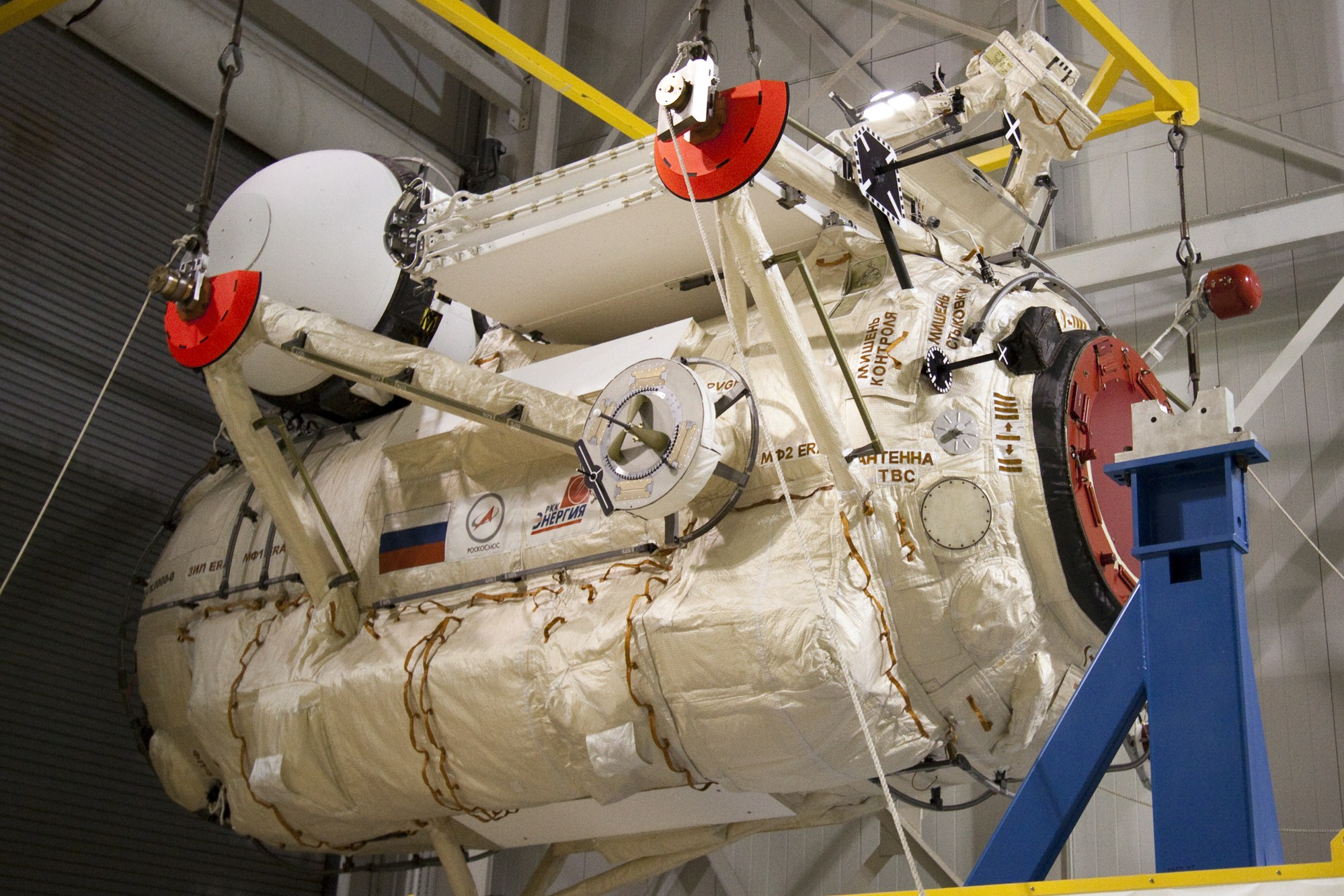
フロリダ州ケネディ宇宙センターの宇宙ステーション組立施設にあるMRM1

ミニ・リサーチ・モジュール1（MRM1）は、カナダアーム2を使ってザーリャの下部ドッキング装置に取りつけられた。またロシアが打ち上げる予定の多目的実験モジュール(MLM)に設置するための外部機器(小型エアロック、熱交換機)、欧州ロボットアーム(ERA)の関節部分の予備品などを外部に設置している。MRM1をシャトルで運搬する代わりに、NASAはMRM1内部に1.4トンのNASAの物資を搭載してもらうという契約を締結した。
MRM1はアンドロジナスドッキングシステムを二つ持っていて、一つはザーリャとの結合のために使用され、もう一つはソユーズ宇宙船やプログレス補給船とのドッキングのために使われる。当初のISSの設計からすると、ドッキング装置兼機器搭載区画(Docking Cargo Module :DCM)の役目を果たすことになる。MRM1の存在を明らかにする際、ロシアは予定していた最後の二つの区画となる「ロシア研究モジュール」の製造を中止することも併せて表明した（ただし、将来の動きは極めて流動的であり、新たなモジュールの設置構想もある）。

## 初期計画
当初は国際宇宙ステーション（ISS）のロシアの区画には、DSM(Docking and Stowage Module）を結合することが計画されていた。DSMは保管庫であると同時にソユーズとプログレス用のドッキングポートの役割を果たすものであり、大きさと形状はザーリャと同じで、プロトンロケットを使ってISSまで運ばれ、ザーリャの下部ドッキングポートに結合される計画であった。
このDSMはロシアの予算的な問題でしばらくの間キャンセルされていたが、その後DCM(Docking and Cargo Module)に変更され（その後名称が変更され現在のMRM1へ）、当初の予定どおりザーリャの下部に結合される計画となった。キャンセルされていた間に、同じ場所にはエンタープライズと呼ばれる多目的モジュール（Multi Purpose Module, MPM）を結合すべきだとの提案や、多目的実験モジュール（Multipurpose Laboratory Module, MLM）の結合が提案されたが、エンタープライズは承認されず、MLMもズヴェズダ区画の下部ドッキングポートに取りつけられる事になった。

## 利点
MRM1は、当時ISS参加国が直面していた以下の二つの問題を解決するために設計された。
1. NASAはMLM外部に設置するロシア側の機器をISSへ運搬する契約を請け負っていた。
2. プログレス補給船、ソユーズ宇宙船、欧州補給機などの飛行が重なったことで、ISSのロシア区画にドッキングポートを4箇所設置する必要性があった。ザーリャの下部ドッキングポートはトランクウィリティーをノード1「ユニティ」の下部に結合すると、ロシアの宇宙船は構造に干渉してドッキングできなくなり、ISSのロシア区画の空いているドッキングポートの数は3個だけになってしまうことが懸念された（補足：ノード3「トランクウィリティー」はその後、ユニティの左舷に結合することになり、この問題は解消されたが、その後、ユニティの下部にはPMM「レオナルド」を設置することになったため、結局MRM1の設置は必要であった）。

MRM1を結合することで、上記二つの問題は解決された。MRM1でMLM用の機器を運搬することにより、NASAはMLM用の艤装フライトを追加する必要がなくなった。またMRM1を設置してドッキングポートの位置を下に伸ばすことにより、ユニティに設置したPMMとの干渉の問題も解決されたため、ISSのロシア区画は、ズヴェズダ後部のドッキングポート、ズヴェズダの下部に結合しているピアース（Pirs）のドッキングポート、ズヴェズダの上部に結合しているMRM2「ポイスク」のドッキングポート、そしてザーリャ下部のMRM1ドッキングポートと、使用可能なドッキングポートを4箇所持てるようになった。

## 設計および製造
MRM1は、製造が中止された科学電力プラットフォーム（Science Power Platform, SPP）の構造試験のために作られた与圧構造区画を元にして、S.P.コロリョフ社(RSCエネルギア社)が設計・製造した。
機体と地上整備用の機器はアントノフ124に搭載され、2009年12月17日にケネディ宇宙センターに到着した。開梱後、アストロテック社が運営する打上げ前整備施設に送られ、そこでエネルギア社の技術者らの手によって単体での電気試験や気密確認試験などが行われ、またハッチや熱交換機などが本体に取りつけられた。機体がNASAの宇宙ステーション機器組立施設(Space Station Processing Facility)に送られたのは2010年4月2日のことで、最終的な試験を受けた後、4月5日にシャトルの貨物室に乗せられた。MRM1を搭載したアトランティス号は、4月15日にケネディ宇宙センター39番発射台に設置された。

## 写真

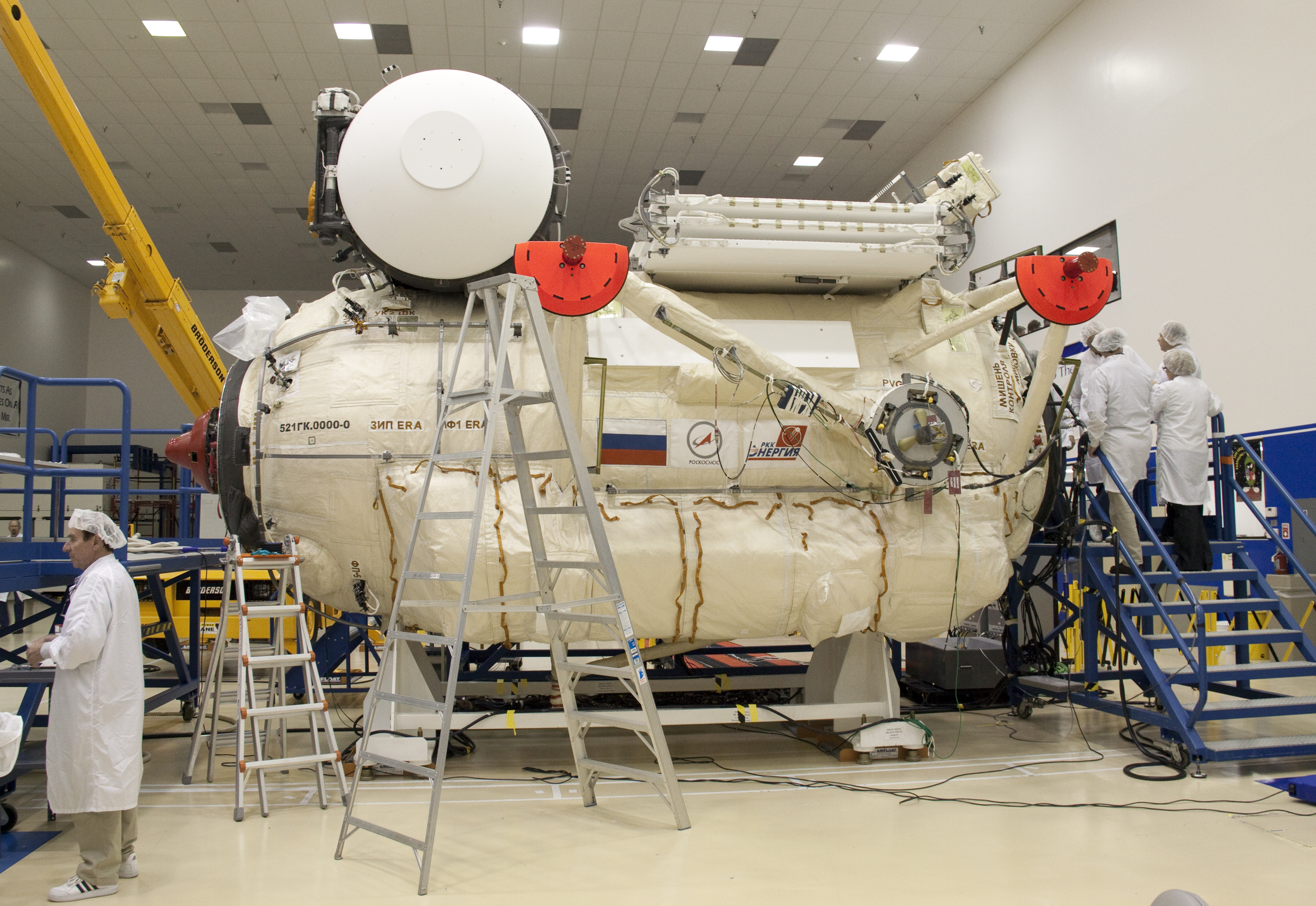
アストロテック社の施設で点検を受けるMRM1
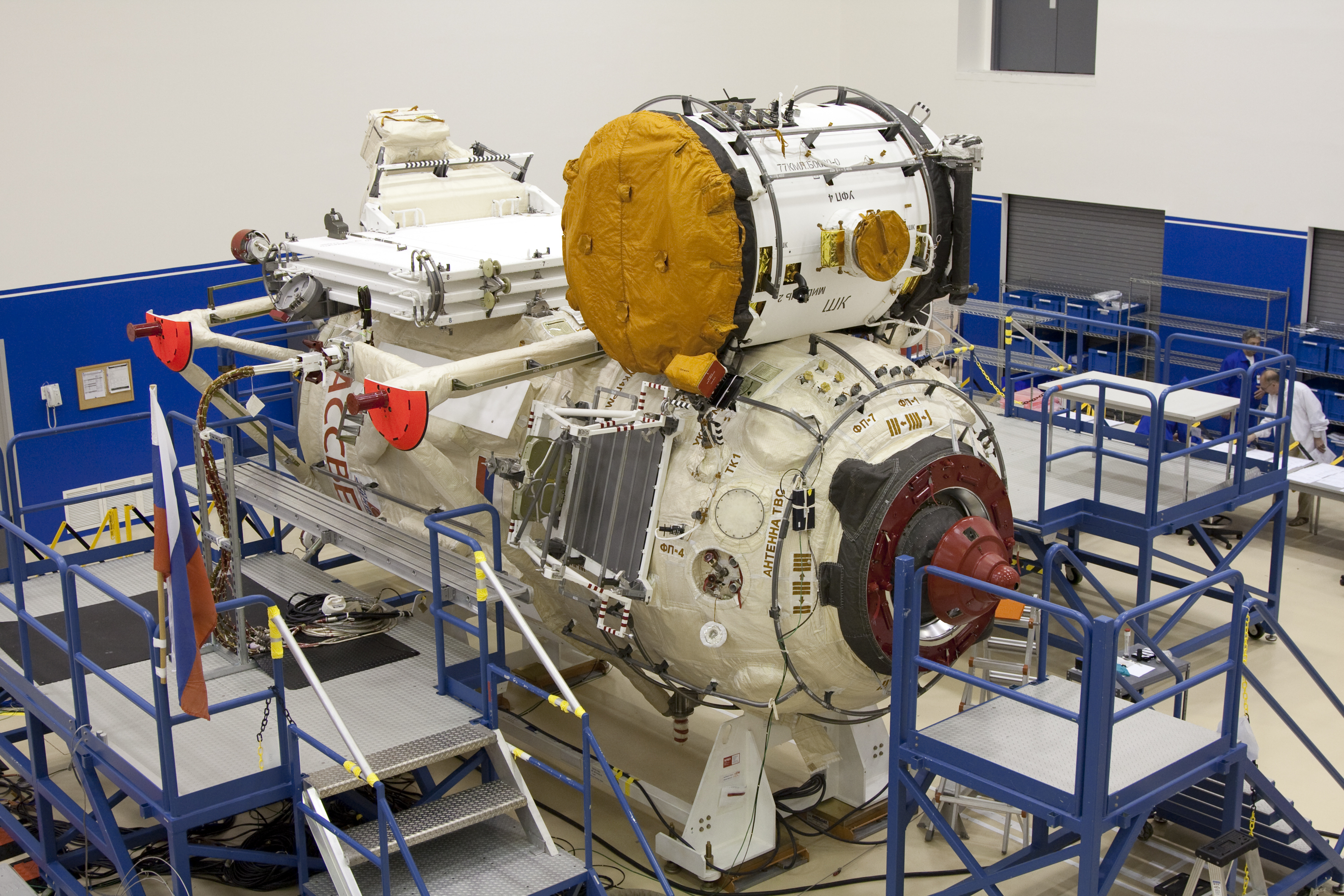
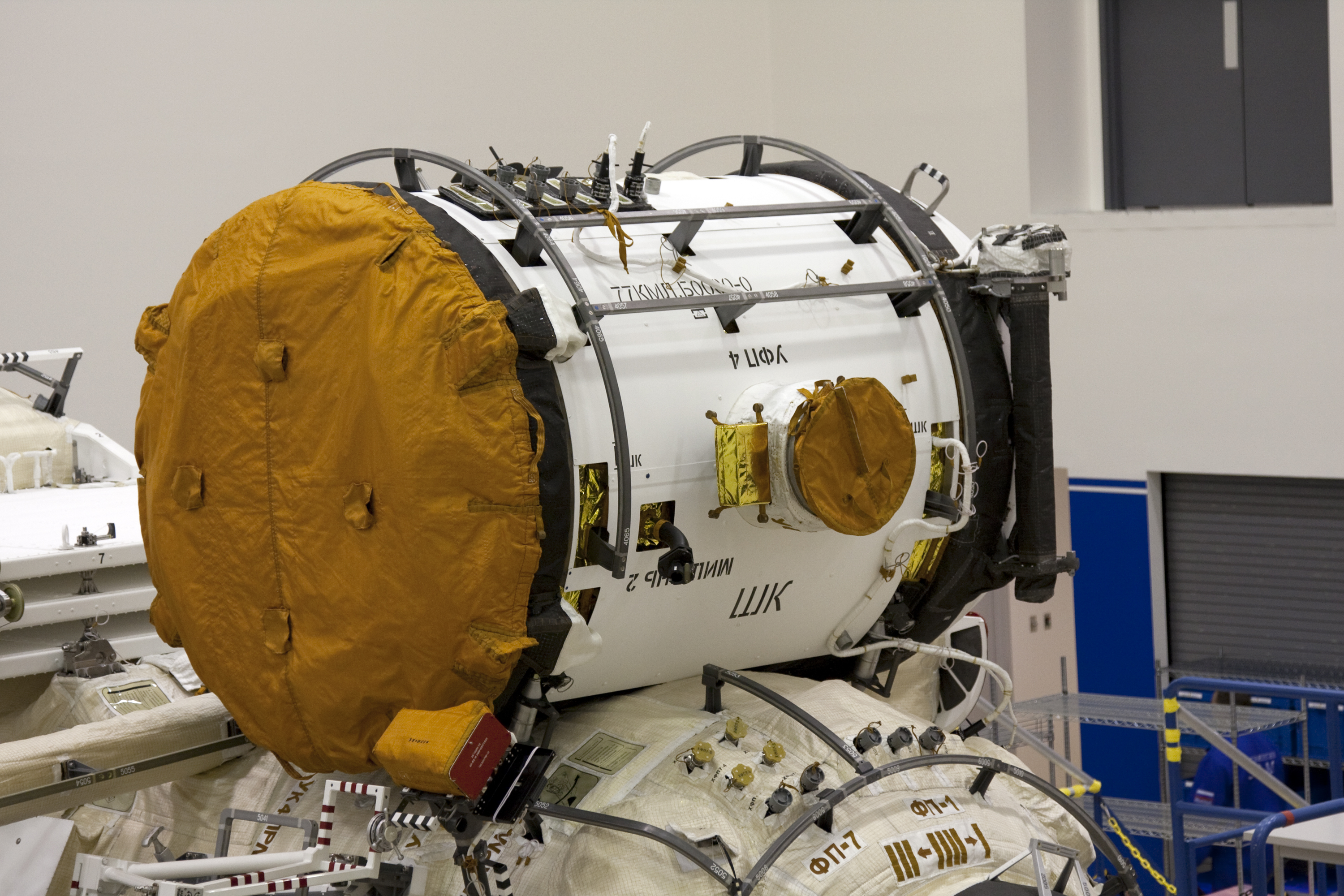